# Karl Madsen
Karl Johan Vilhelm Madsen est un peintre et un historien d'art danois né le 22 mars 1855 à Copenhague où il meurt le 16 avril 1938. Il fait partie des peintres de Skagen. Il est directeur de musée entre 1911 et 1925.

## Biographie
Madsen est le fils des peintres Andreas Peter Madsen et Sophie Thorsœ Madsen. Il a fait ses études à l'académie de Soro. De 1872 à 1876, il a étudié à l'Académie royale des beaux-arts du Danemark. Il rejoint la station balnéaire de Skagen en 1873 et participe au mouvement artistique de Skagen. Il devient directeur du musée de Skagen en 1928.